# Vladimiros Andreadis
Vladimiros Andreadis (griechisch Βλαδίμηρος Ανδρεάδης, * 10. Januar 2006) ist ein griechischer Leichtathlet, der im Sprint und Hürdenlaufan den Start geht.

## Sportliche Laufbahn
Erste internationale Erfahrungen sammelte Vladimiros Andreadis im Jahr 2022, als er bei den U18-Europameisterschaften in Jerusalem mit 55,91 s in der ersten Runde im 400-Meter-Hürdenlauf ausschied und mit der griechischen Sprintstaffel (1000 Meter) im Finale disqualifiziert wurde. Anschließend belegte er beim Europäischen Olympischen Jugendfestival (EYOF) in Banská Bystrica in 49,77 s den fünften Platz über 400 Meter und wurde auch im Staffelbewerb in 1:57,36 min Fünfter. Im Jahr darauf gewann er beim EYOF in Maribor in 52,70 s die Silbermedaille über 400 m Hürden und wurde mit der Staffel im Vorlauf disqualifiziert. Anschließend schied sie bei den U20-Europameisterschaften in Jerusalem mit 55,06 s im Vorlauf über 400 m Hürden aus. 2024 schied er bei den U20-Weltmeisterschaften in Lima mit 52,51 s in der ersten Runde über 400 m Hürden aus und im Jahr darauf gewann er bei den U20-Balkan-Hallenmeisterschaften in Sofia in 48,35 s die Silbermedaille im 400-Meter-Lauf. Ende Juni wurde er bei der 1. Liga der Team-Europameisterschaft in Madrid in 3:19,02 min Fünfter im B-Lauf der Mixed-Staffel über 4-mal 400 Meter. Anschließend wurde er bei den Balkan-Meisterschaften in Volos in 46,61 s Erster im C-Lauf über 400 Meter und gewann mit der Männerstaffel in 3:07,48 min die Bronzemedaille hinter den Teams aus der Ukraine und Slowenien. Daraufhin schied er bei den U20-Europameisterschaften in Tampere mit 47,79 s in der ersten Runde über 400 Meter aus und belegte mit der Staffel in 3:09,93 min den siebten Platz.
2024 wurde Andreadis griechischer Hallenmeister über 400 Meter.

## Persönliche Bestleistungen
- 400 Meter: 46,61 s, 26. Juli 2025 in Volos
  - 400 Meter (Halle): 48,14 s, 17. Februar 2024 in Piräus
- 400 m Hürden: 52,00 s, 21. Juli 2025 in Patras